# Melanitis palawanica
Melanitis palawanica är en fjärilsart som beskrevs av Hans Fruhstorfer 1908. Melanitis palawanica ingår i släktet Melanitis och familjen praktfjärilar. Inga underarter finns listade i Catalogue of Life.